# 岑城镇
岑城镇，是中华人民共和国广西壮族自治区梧州市岑溪市下辖的一个乡镇级行政单位。 区域面积239.6平方千米。

## 行政区划
岑城镇下辖以下地区：
城厢社区、樟木社区、龙井社区、甘冲社区、新兴社区、富民社区、孝坊社区、义洲社区、思英社区、上奇社区、明都社区、探花村、乌峡村、古塘村、龙登村、天星村、六田村、六凡村、木朗村、思孟村、垌尾村、山心村、黄沙村、寮田村和大锦村。